# 亨廷登-彼得伯勒郡
亨廷登-彼得伯勒郡（英語：Huntingdon and Peterborough），英国英格兰东英吉利亚的郡，在1965年－1974年（短短9年寿命）存在，之后纳入劍橋郡的一部分。人口202,622（1971年），行政总部在亨廷登。

## 形成
1888年地方政府法案在英格兰东部创建了四个相邻的小行政县：劍橋郡, 伊利岛, 亨廷登郡和彼得伯勒。第二次世界大战中，英格兰地方政府边界委员会成立，以检查英格兰和威尔士的县级政府。该委员会认为，各县需要提供200,000到100万的人口才能提供有效的服务。因此，他们建议将所有四个县合并为一个实体，但是委员会的建议没有得到执行。
1958年，地方政府改革重新开始，成立了英格兰地方政府委员会。这四个县被纳入了东米德兰兹总审查区域，地方政府行政部门在1960年提出了草案。委员会发现了彼得伯勒索克管理中的一些特殊问题，该郡80%的人口都在彼得伯勒市，而彼得伯勒市本身也在寻求英國自治市鎮的地位。LGCE的结论是，彼得伯勒太小了，不能继续作为一个单独的县，需要成为一个更大的地区的一部分。因此，草案提议将伊利岛、亨廷登郡和彼得伯勒的索克与剑桥郡（不包括剑桥市）合并。
提案草案遭到了相当大的反对，LGCE在1961年的最终报告中决定设立两个县：亨廷登-彼得伯勒郡，以及剑桥郡和伊利岛。命令于1964年2月14日下达，并于1964年3月9日提交下议院。这次合并受到了亨丁顿 (英国国会选区)的大卫·伦顿议员的欢迎，该命令以143票对83票获得通过。
1965年4月1日，新县由亨廷登郡和彼得伯勒的索克行政县（边界略有变化）和伊利岛的索尼乡区组成。除了成为一个行政县，亨廷登和彼得伯勒也因其他法定目的成为县。因此，亨廷登郡总督成为亨廷登与彼得伯勒郡总督，彼得伯勒不再是地理位置上的北安普敦郡的一部分。一个高级治安官也被任命到新县，并建立了一个单独的和平委员会和季度法庭。
此县的人口根据十年一次的人口普查记录，在1971年是202622。

## 区域
这个县被分为13个地方政府区：3个自治市，3个市区和7个乡区。每一个郡都作为前一个郡的分支而存在。
| 地区                             | 1961年的面积（英亩） | 1961年的人口 |
| -------------------------------- | -------------------- | ------------ |
| Huntingdon and Godmanchester MB† | 7,057                | 8,821        |
| 彼得伯勒市 MB‡                   | 10,023               | 62,340       |
| St Ives MB†                      | 2,326                | 4,082        |
| Old Fletton UD†                  | 3,029                | 11,677       |
| Ramsey UD†                       | 15,980               | 5,697        |
| 聖尼奧特斯 UD†                   | 1,390                | 5,554        |
| Barnack RD‡                      | 15,256               | 4,426        |
| Huntingdon RD†                   | 69,937               | 12,494       |
| Peterborough RD‡                 | 28,186               | 7,992        |
| Norman Cross RD†                 | 35,795               | 8,738        |
| St Ives RD†                      | 45,912               | 15,358       |
| St Neots RD†                     | 52,559               | 7,503        |
| Thorney RD¶                      | 22,895               | 2,159        |

† 以前在亨廷登郡
‡ 以前在彼得伯勒的索克
¶ 以前在伊利岛
资料来源：Vision of Britain

## 徽章
1965年4月3日，亨廷登和彼得伯勒县议会被授予盾形纹章。纹章如下:
Barry argent and azure on a fess embattled vert a cornucopia between two garbs or; and for a crest issuant from a mural crown or a demi lion gules gorged with a collar flory counterflory and supporting a staff or, flying therefrom a banner vert charged with two keys in saltire or; mantled azure, doubled argent. And for supporters on the dexter side a pikeman of the New Model Army supporting with the exterior hand a pike, and on the sinister side a nitred abbot in processional vestments for st Peter's Day supporting with the exterior hand a crosier and sudarium all proper. Badge: Two keys in saltire surmounted by a buglehorn or the strings azure interlaced with the keys.
武器和徽章是以前亨廷登郡和彼得伯勒郡议会的索克使用的武器的组合。此外还增加了支持物：亨廷登郡的克伦威尔式协会的新模范军队的长枪手，以及彼得伯勒座堂所辖领土的索克起源的主教冠。
理事会通过的拉丁语座右铭Cor Unum, 或 One Heart以前是索克的座右铭。

## 废除
这个县只存在了九年。1974年时，1972年地方政府法案彻底改革了整个英格兰和威尔士的行政结构，大伦敦除外。引入了英格蘭都會郡和非都會郡系统，每个县都划分为地区。亨廷登和彼得伯勒与邻近的剑桥郡和伊利岛合并，形成新的扩大的剑桥郡非都会郡(和总督)，1947年首次提出。彼得伯勒和亨廷登成为该县六个区中的两个，在1984年，根据议会的决议，后者被重新命名为亨廷登郡。

## 遗留物
现在有一个亨廷登-彼得伯勒郡橄榄球联盟，从每个地区的所有球队，并有青年橄榄球代表队。这些队伍还参加了每年在高级水平的县杯比赛。